# Saint-Étienne-du-Bois (Vandea)
Saint-Étienne-du-Bois è un comune francese di 1 935 abitanti situato nel dipartimento della Vandea nella regione dei Paesi della Loira.

## Società

### Evoluzione demografica
Abitanti censiti